# Dyname
Als Dyname wird in der technischen Mechanik eine Reduktion bezeichnet, welche die an einem starren Körper angreifenden Kraft- und Momentenvektoren auf eine resultierende Kraft und ein resultierendes Moment bezüglich eines Punktes zurückführt.
Wird der Bezugspunkt so gewählt, dass Kraft- und Momentenvektor parallel sind, dann wird die Dyname als Kraftschraube oder Kraftwinder bezeichnet.
Die Dyname ist ein wichtiger Begriff in der Schraubentheorie.

## Detaillierte Beschreibung
Die Summe der Kräfte {\displaystyle {\vec {K}}} und Momente {\displaystyle {\vec {M}}} greife in einem Punkt O eines starren Körpers an. Zerlegt man das Moment {\displaystyle {\vec {M}}} in Komponenten:
- {\displaystyle {\vec {M}}_{V}} senkrecht zur Kraft {\displaystyle {\vec {K}}} und
- {\displaystyle {\vec {M}}_{K}} parallel zu ihr,

so dass gilt:
{\displaystyle {\vec {M}}={\vec {M}}_{V}+{\vec {M}}_{K}},
so lässt sich das System ({\displaystyle {\vec {K}},{\vec {M}}}) auch durch eine Dyname oder Kraftschraube beschreiben, bestehend aus:
- dem zu {\displaystyle {\vec {K}}} parallelen Momentenvektor {\displaystyle {\vec {M}}_{K}}
- eine auf einer Geraden (der Zentrallinie) im Abstand {\displaystyle a=|{\vec {a}}|} von O wirkenden parallelverschobenen Kraft {\displaystyle {\vec {K}}}.

Die Gleichung der Zentrallinie ist ({\displaystyle t} reell):
{\displaystyle {\vec {r}}={\vec {a}}+t{\vec {K}}}
mit
{\displaystyle {\vec {a}}={\frac {{\vec {K}}\times {\vec {M}}}{K^{2}}}},
wobei {\displaystyle K} der Betrag von {\displaystyle {\vec {K}}} ist.
Die zu {\displaystyle {\vec {K}}} parallele Komponente des Momentenvektors ist gegeben durch
{\displaystyle {\vec {M}}_{K}=p{\vec {K}}}
mit dem Parameter {\displaystyle p} der Kraftschraube:
{\displaystyle p={\frac {{\vec {K}}\cdot {\vec {M}}}{K^{2}}}.}
Der Name kommt daher, dass auf der Zentrallinie die Kraft {\displaystyle {\vec {K}}} eine Translation, das Moment {\displaystyle {\vec {M}}_{K}} der Dyname eine Drehung um die Richtung von {\displaystyle {\vec {K}}} verursacht, zusammen also eine Schraubenbewegung.